# Richard Ier de Montfaucon
 (septembre 2019).
Si vous disposez d'ouvrages ou d'articles de référence ou si vous connaissez des sites web de qualité traitant du thème abordé ici, merci de compléter l'article en donnant les références utiles à sa vérifiabilité et en les liant à la section « Notes et références ».
Richard Ier de Montfaucon, (vers 1030 - vers 1060/85), seigneur de Montfaucon.

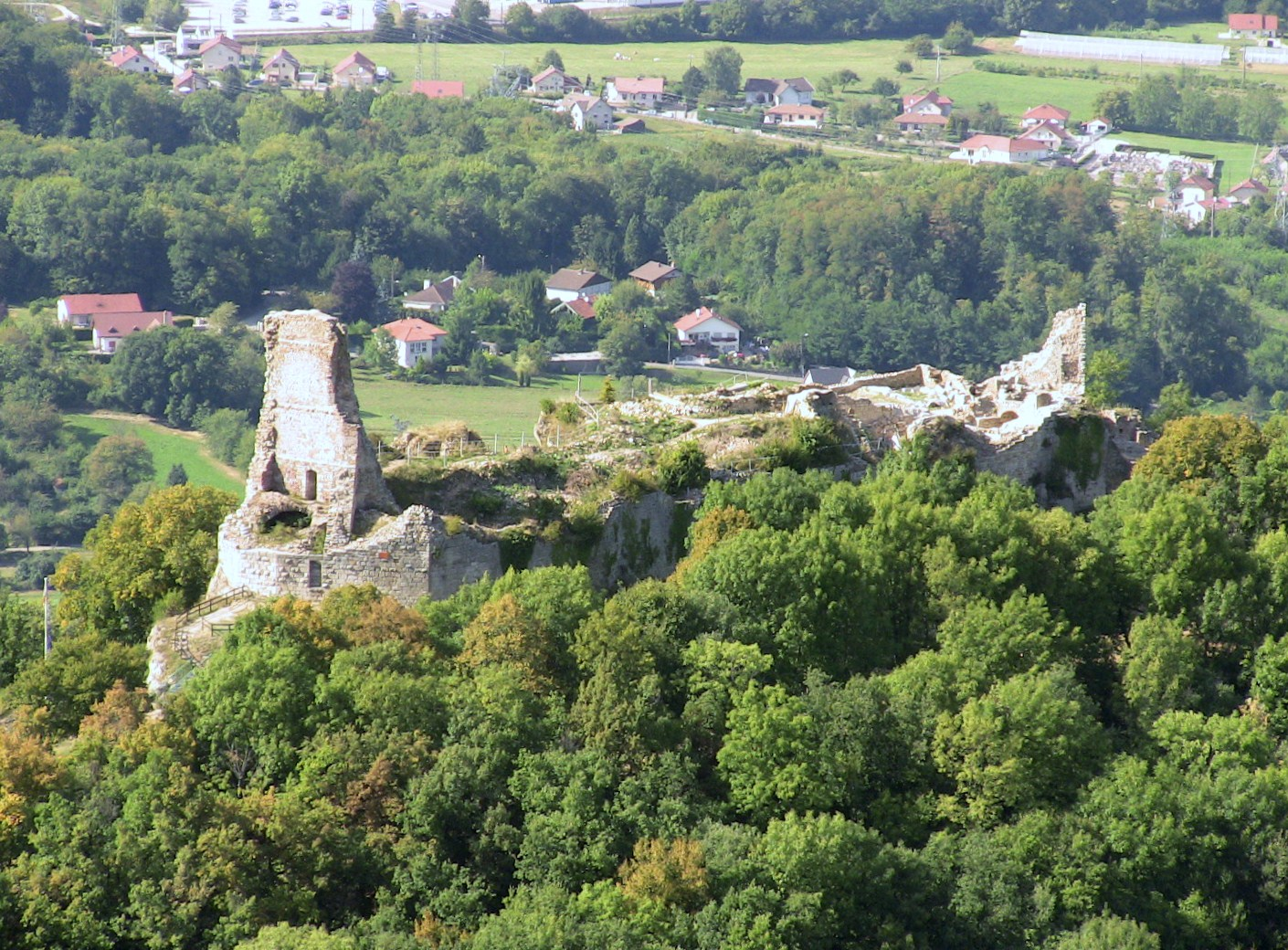
Château féodal de Montfaucon.

## Famille

### Ascendance
Il est le fils de Conon de Montfaucon, et le frère de Hugues II de Montfaucon, archevêque de Besançon.

### Mariage et succession
Son épouse est inconnue, il a :
- Amédée Ier, seigneur de Montfaucon : d'où la suite des sires de Montfaucon (Richard II, cofondateur de Lucelle en 1123, avec ses cousins germains Hugues et Amédée ci-après), plus tard comtes de Montbéliard ;
- Welf, dit "le Bourguignon", mort en Palestine en 1098, il épouse Raimondis, de qui il a : 
  - Richard,
  - Hugues dit "de Charmoille" : Père de Brochard (Burchardus Ier, Bourcard) et d'Henri Ier d'Asuel ; les descendants d'Henri continuent les barons d'Asuel (cf. Dictionnaire du Jura : Asuel), et édifieront le château d'Hasenburg situé près de Willisau[2], qui entrera dans la Maison de Neuchâtel (Suisse) par le mariage de Gérard de Neuchâtel-Valangin avec Ursula d'Asuel,
  - et Amédée dit "de Neuchâtel" (? - après 1152)[3]. Ce dernier serait le père d'une fille, dame de Neuchâtel, qui aurait épousé Fromond II de Dramelay, seigneur de Neuchâtel-Urtière.